# Amonardia similis
Amonardia similis är en kräftdjursart som först beskrevs av Claus 1866.  Amonardia similis ingår i släktet Amonardia och familjen Miraciidae. Inga underarter finns listade i Catalogue of Life.